# Sarah Vangeel
Sarah Vangeel (1981) is een Vlaamse actrice. 

## Carrière
Ze studeerde in Brussel aan het Rits. Met het toneelgezelschap "Compagnie Barbarie" dat ze samen met zes studiegenoten (Ruth Beeckmans, Evelien Broekaert, Liesje De Backer, Karolien De Bleser, Amber Goethals en Lotte Vaes) oprichtte, bracht ze in 2011 Happymess. Eerdere producties van het collectief waren Undertwasser wasserwasser en Too far east is west.
Sinds 2008 vertolkt ze op Ketnet de rol van Kaatje in alle Kaatje van Ketnet-programma's, en is ze jaarlijks present bij de intrede van de Sint. Sarah Vangeel had daarnaast gastrollen in de televisieseries Witse, Zone Stad, Flikken en Click-ID.
Ze heeft in haar relatie met Stijn Van Opstal twee kinderen.

## Discografie

### Albums
| Album met hitnotering(en) in de Vlaamse Ultratop 200 albums | Datum van verschijnen | Datum van binnenkomst | Hoogste positie | Aantal weken | Opmerkingen |
| ----------------------------------------------------------- | --------------------- | --------------------- | --------------- | ------------ | ----------- |
| Kaatje op avontuur                                          | 2010                  | 19-06-2010            | 22              | 13           | als Kaatje  |
| Kaatje en haar dierenvrienden                               | 2010                  | 27-11-2010            | 43              | 14           | als Kaatje  |
| Kaatje onderweg                                             | 2012                  | 17-11-2012            | 100             | 1*           | als Kaatje  |